# Heilige Maria Hemelvaartkerk (Bavel)
De Heilige Maria Hemelvaartkerk is de Parochiekerk van Maria Hemelvaart aan de Brigidastraat 1 in Bavel.
Het is een neogotische kruiskerk met kerktoren met spits en een mechanisch torenuurwerk uit 1888. De kerk is gebouwd tussen 1885 en 1887. De omtrek van de kerk is ongeveer 200 meter.

## Geschiedenis
Van een kapel in Bavel is in ieder geval sprake in 1299. De parochiekerk van Bavel was toegewijd aan Sint Brigida en was een dochterkerk van de kerk van Gilze waarvan zij in 1316 was afgescheiden. Het patronaatsrecht was in handen van de Abdij van Thorn en de parochie van Gilze. In 1484 werd de kerk door brand verwoest en een nieuwe kerk werd gebouwd. In 1488 was de nieuwe kerk goeddeels gereed maar nog niet geconsacreerd.
In 1648 werd de uitoefening van de katholieke godsdienst verboden en werd de kerk in bezit genomen door de weinige gereformeerden die Bavel telde. De katholieken weken eerst uit naar de kapel van Kasteel IJpelaar en maakten vanaf 1683 gebruik van een schuurkerk. In 1809 werd de zwaar vervallen oude kerk van Bavel teruggegeven aan de katholieken. Deze kerk is in 1888 afgebroken en vervangen door de huidige neogotische kerk, ontworpen door Jan Jurien van Langelaar uit Princenhage.

## Interieur
In de kerk bevindt zich onder andere een gebrandschilderd raam van Brigida. Het Brigida-altaar, gemaakt in 1891, is circa 1975 vervangen door een sober, nieuw altaar.

## Galerij

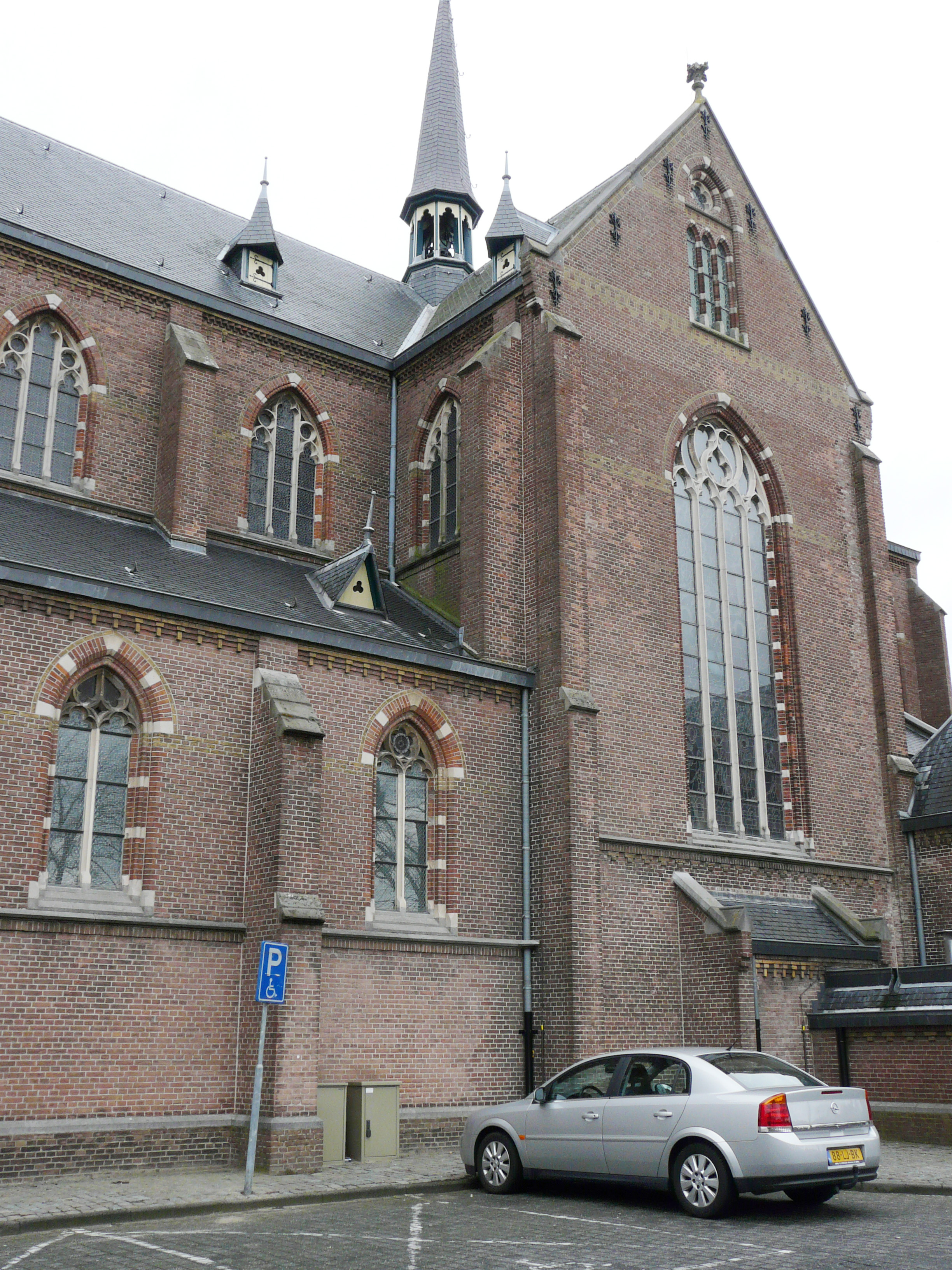
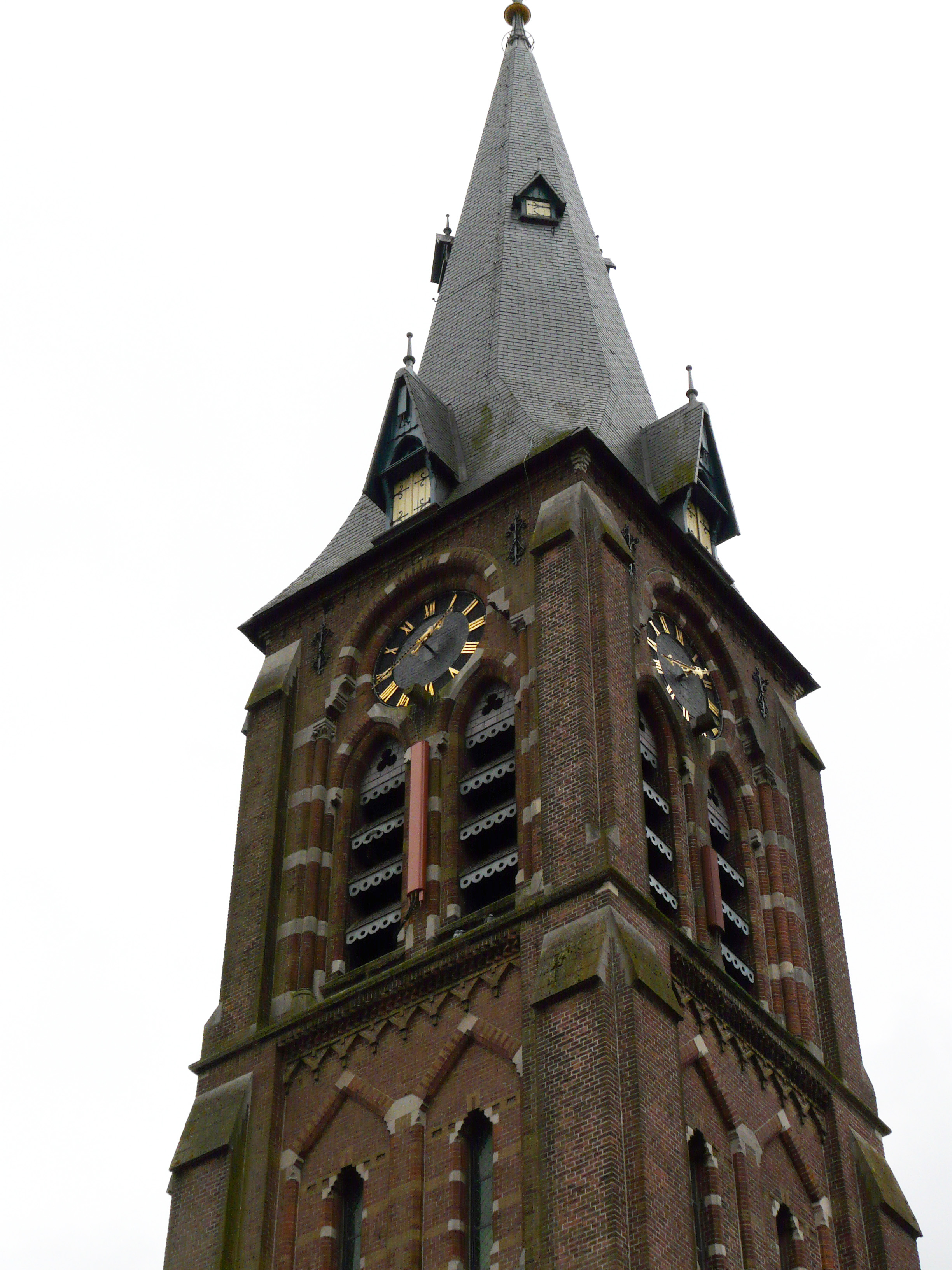